# فرديناند تسيمرمان
فرديناند تسيمرمان (بالألمانية: Ferdinand Friedrich Zimmermann)‏ (و. 1898 – 1967 م) هو اقتصادي، وصحفي، وأستاذ جامعي، وسياسي ألماني، ولد في باد فراينفالده، كان عضوًا في الحزب النازي، كان عضوًا في شوتزشتافل، توفي عن عمر يناهز 69 عاماً.